# Zhang Xiaoguang
Zhang Xiaoguan (chiń. 张晓光; ur. w maju 1966 w Heishan w prowincji Liaoning) – chiński starszy pułkownik lotnictwa, tajkonauta.
W 1985 wstąpił do Sił Powietrznych Chińskiej Armii Ludowo-Wyzwoleńczej. W 1988 został członkiem Komunistycznej Partii Chin. Przed przyjęciem do grupy astronautów był dowódcą eskadry. Jako pilot wylatał ponad 1000 godzin.
W styczniu 1998 został wybrany do pierwszej grupy chińskich astronautów (Chiny grupa 1) przewidzianych do lotów załogowych na statkach kosmicznych typu Shenzhou. Kandydowało do niej ponad 1500 pilotów wojskowych Sił Powietrznych Chińskiej Armii Ludowo-Wyzwoleńczej.
W czerwcu 2012 wchodził w skład załogi rezerwowej lotu Shenzhou 9. W czerwcu 2013 wziął udział w misji Shenzhou 10 – był to jego jedyny, jak dotąd, lot kosmiczny.
Stowarzyszenie Uczestników Lotów Kosmicznych (Association of Space Explorers) przyznało mu Universal Astronaut Insignia za lot orbitalny (nr 530).

## Wykaz lotów
| Lot kosmiczny, w którym uczestniczył Zhang Xiaoguan          | Lot kosmiczny, w którym uczestniczył Zhang Xiaoguan | Lot kosmiczny, w którym uczestniczył Zhang Xiaoguan | Lot kosmiczny, w którym uczestniczył Zhang Xiaoguan | Lot kosmiczny, w którym uczestniczył Zhang Xiaoguan | Lot kosmiczny, w którym uczestniczył Zhang Xiaoguan |
| Lp.                                                          | Data startu                                         | Data lądowania                                      | Statek kosmiczny                                    | Funkcja                                             | Czas trwania                                        |
| ------------------------------------------------------------ | --------------------------------------------------- | --------------------------------------------------- | --------------------------------------------------- | --------------------------------------------------- | --------------------------------------------------- |
| 1                                                            | 11 czerwca 2013                                     | 26 czerwca 2013                                     | Shenzhou 10                                         | Operator                                            | 14 dni 14 godzin 29 minut                           |
| Łączny czas spędzony w kosmosie — 14 dni 14 godzin 29 minut. |                                                     |                                                     |                                                     |                                                     |                                                     |